# Nyssodrysina cinerascens
Nyssodrysina cinerascens là một loài bọ cánh cứng trong họ Cerambycidae.